# 김성관 (야구 선수)
김성관(金城官, 1952년 7월 6일 ~ )은 前 KBO 리그 롯데 자이언츠의 선수이다. 롯데 소속으로 김용희와 함께 원년 골든글러브를 수상하였다. 1985년에 수비코치로 승격했다가  선수생활을 마쳤는데 한때 중앙대 진학설이 있었다.
이후, 1986년 시즌 뒤 2년 재계약을 한 후 1988년 말 1년 재계약을 했고 1989년 말 김진영 감독이 부임하면서 생긴 개편에 따라 코치직에서 물러났고 본인 외에도 또다른 경남고 출신인 허구연 김청옥 코치 등이 팀을 떠나야 했다.

## 출신 학교
- 대동중학교
- 경남고등학교
- 고려대학교

## 수상 경력
- 1982년 외야수부문 골든글러브

## 통산 기록
| 년도 | 소속  | 타율  | 경기수 | 타수 | 안타 | 2루타 | 3루타 | 홈런 | 타점 | 득점 | 도루 | 4사구 | 삼진 | 병살타 | 희생타 | 장타율 | 비고                  |
| ---- | ----- | ----- | ------ | ---- | ---- | ----- | ----- | ---- | ---- | ---- | ---- | ----- | ---- | ------ | ------ | ------ | --------------------- |
| 1982 | 롯데  | 0.275 | 76     | 273  | 75   | 15    | 1     | 7    | 40   | 38   | 16   | 26    | 26   | 8      | 5      | 0.414  | 외야수부문 골든글러브 |
| 1983 | 롯데  | 0.216 | 79     | 208  | 45   | 10    | 4     | 1    | 21   | 17   | 9    | 20    | 16   | 7      | 3      | 0.317  |                       |
| 1984 | 롯데  | 0.222 | 15     | 18   | 4    | 0     | 0     | 0    | 0    | 1    | 0    | 1     | 3    | 0      | 0      | 0.222  |                       |
| 통산 | 3시즌 | 0.248 | 170    | 499  | 124  | 25    | 5     | 8    | 61   | 56   | 25   | 47    | 45   | 15     | 8      | 0.367  |                       |